# زک کامینگز
زک کامینگز (انگلیسی: Zak Cummings؛ زادهٔ ۲ اوت ۱۹۸۴) ورزشکار هنرهای رزمی ترکیبی اهل ایالات متحده آمریکا است. وی از سال ۲۰۰۷ میلادی تاکنون مشغول فعالیت بوده‌است.